# Prix de l'Indochine
Le prix de l'Indochine est un prix d'art colonial français décerné en 1914 puis de 1920 à 1938. 

## Description
Créé à l'origine comme un prix unique en 1910, et décerné en 1914, par Antony Klobukowski, Gouverneur général de l'Indochine, le prix de l’Indochine est, à partir de 1925, associé à l'École des beaux-arts du Viêt Nam. Charles Fouqueray obtient le premier prix Indochine en 1914.
Les lauréats ne sont pas tenus de peindre des scènes d'Asie qu'ils n'avaient généralement pas visitées avant de remporter le prix. Par exemple, Henri Dabadie, ayant voyagé à ses frais en Algérie, sans avoir remporté le très convoité Prix Abd-el-Tif pour une résidence à la Villa Abd-el-Tif, a inscrit un tableau de la baie de Tunis en concours au Salon de la Société coloniale des Artistes français en 1928, qui lui vaut le Prix de l'Indochine, dont passage gratuit en Indochine, et une période d'emploi à l'EBAI à Hanoï,. Beaucoup de ces artistes ne sont pas d'abord associés à l'Indochine, ayant également remporté le Prix Abd-el-Tif, avec une résidence à Alger, auquel cas classés « peintres africanistes », ou une bourse à la Villa Vélasquez, Madrid.

## Lauréats
Les lauréats sont : Victor Tardieu (1920), Paul Jouve (1921), Antoine Ponchin (1922), Jean Bouchaud (1924), Jules Besson (1925),, Paul-Émile Legouez (1926), Raymond Virac (1927), Henri Dabadie (1928), Lucien Lièvre (1929), Louis Rollet (1930), Évariste Jonchère (1932), Jean Despujols (1936) et Louis Bate (1938). Certaines années, comme 1935 et 1937, aucun prix n'a été décerné.